# Daniil Sergejewitsch Denissow
Daniil Sergejewitsch Denissow (russisch Даниил Сергеевич Денисов; * 21. Oktober 2002 in Sankt Petersburg) ist ein russischer Fußballspieler.

## Karriere

### Verein
Denissow begann seine Karriere bei Zenit St. Petersburg. Zur Saison 2019/20 wechselte er in die Jugend von Spartak Moskau. Bei Spartak rückte er zur Saison 2020/21 in den Kader der zweitklassigen Reserve. Für diese debütierte er im August 2020 gegen Tschertanowo Moskau in der Perwenstwo FNL. In seiner ersten Zweitligasaison kam er zu 34 Einsätzen. Im September 2021 stand er gegen ZSKA Moskau erstmals im Kader der ersten Mannschaft. Sein Debüt für diese in der Premjer-Liga gab er schließlich im Oktober 2021 gegen Achmat Grosny.

### Nationalmannschaft
Denissow nahm 2019 mit der russischen U-17-Auswahl an der EM teil. Während des Turniers kam er in allen drei Partien der Russen zum Einsatz, die allerdings punktelos in der Gruppenphase ausschieden. Im Herbst 2019 spielte er zudem sechsmal für die U-18-Mannschaft.
Im September 2022 spielte er erstmals für die U-21-Auswahl. Im März 2023 gab er in einem Testspiel gegen den Irak sein Debüt für die A-Nationalmannschaft.